# Marko Antonijevič
Marko Antonijevič (Lubiana, 26 maggio 1981) è un ex cestista sloveno.

## Palmarès
- Coppa di Slovenia: 1

Union Olimpija: 2006